# Гончаров, Леонид Борисович
Леонид Борисович Гончаров (1914—1982) — первый министр автомобильных дорог Казахстана.

## Биография
Трудовую биографию начал в 16 лет, одновременно с 1933 г. учился на рабфаке.
Окончил в 1940 г. Сибирский автомобильно-дорожный институт в г. Омске
С 1940 по 1941 год — начальник ДЭУ № 114 УШОСДОРа МВД Молдавской ССР в г. Оргееве.
В РККА с 27.07.1941 года, военинженер 3 ранга, инженер-капитан, инженер-майор, командир 426-го дорожно-строительного батальона.
С 1944 года — начальник ОШОСДОРа УНКВД по Гродненской области Белорусской ССР.
В октябре 1947 года Гушосдором МВД СССР назначен начальником вновь организованного Ушосдора НКВД Казахской ССР.
С 1959 г. начальник Главного управления шоссейных дорог Казахской ССР. С 1968 года — министр автомобильных дорог Казахской ССР.
Ушел из жизни в 1982 году. Похоронен на Центральном кладбище Алматы.

## Награды
За боевые заслуги перед Родиной он награжден орденом Красной Звезды, орденом Отечественной войны, медалью «За отвагу» и другими наградами Правительства. За выдающийся вклад в развитие автомобильно-дорожной отрасли и строительство уникальных объектов Л. Б. Гончаров награжден двумя орденами Ленина, тремя орденами Трудового Красного Знамени и многими медалями, удостоен звания «Заслуженного строителя Казахской ССР», лауреата Государственной премии СССР и премии Совета Министров СССР. Леонид Борисович избирался депутатом Верховного Совета КазССР VI—X созывов.
Воспоминания Валерия Лунёва, одного из руководителей казахстанских дорожников:
«Талантливейший был мужик, с удивительной силой прогнозирования. При Гончарове прирост дорог с твёрдым покрытием по Казахстану стабильно составлял около тысячи километров в год. Чтобы оценить достигнутый под его руководством уровень отрасли, скажу только, что уже в семидесятые годы все без исключения районные центры Казахстана были связаны асфальтированными магистралями с областными городами. Более того, к концу восьмидесятых по всей республике оставалось лишь 24 усадьбы колхозов и совхозов, не имевшие асфальтовой дороги до райцентра — и то в областях типа Гурьевской, где расстояние до ближайшего населенного пункта может переваливать за сотню километров.»
В честь Л. Б. Гончарова был названы Казахский автомобильно-дорожный институт имени Л. Б. Гончарова (КазАДИ), улица в бывшей столице Казахской ССР, г. Алма-Ате.
Дочь — Ксения Леонидовна, кандидат педагогических наук, профессор, работает в КазАДИ.
Сын — Гончаров Борис Леонидович, инженер, управляющий трестом, заслуженный дорожник КазССР, награждён орденом «Знак Почёта» и медалями, а также медалями ВДНХ за изобретения и инновации в дорожной отрасли, скончался 17 июня 2020 года.